# Taufbecken (Tessancourt-sur-Aubette)

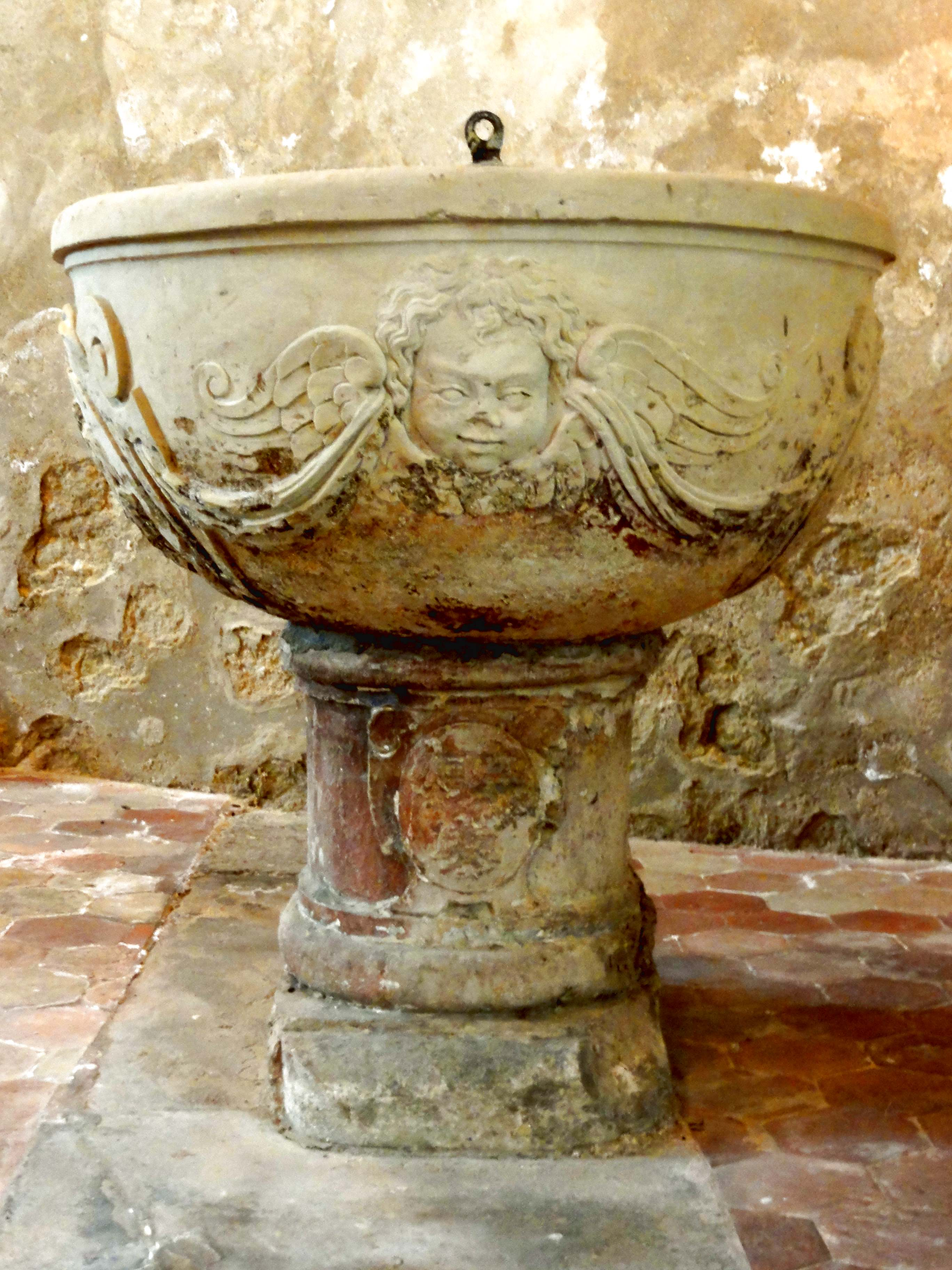
Taufbecken in Tessancourt-sur-Aubette

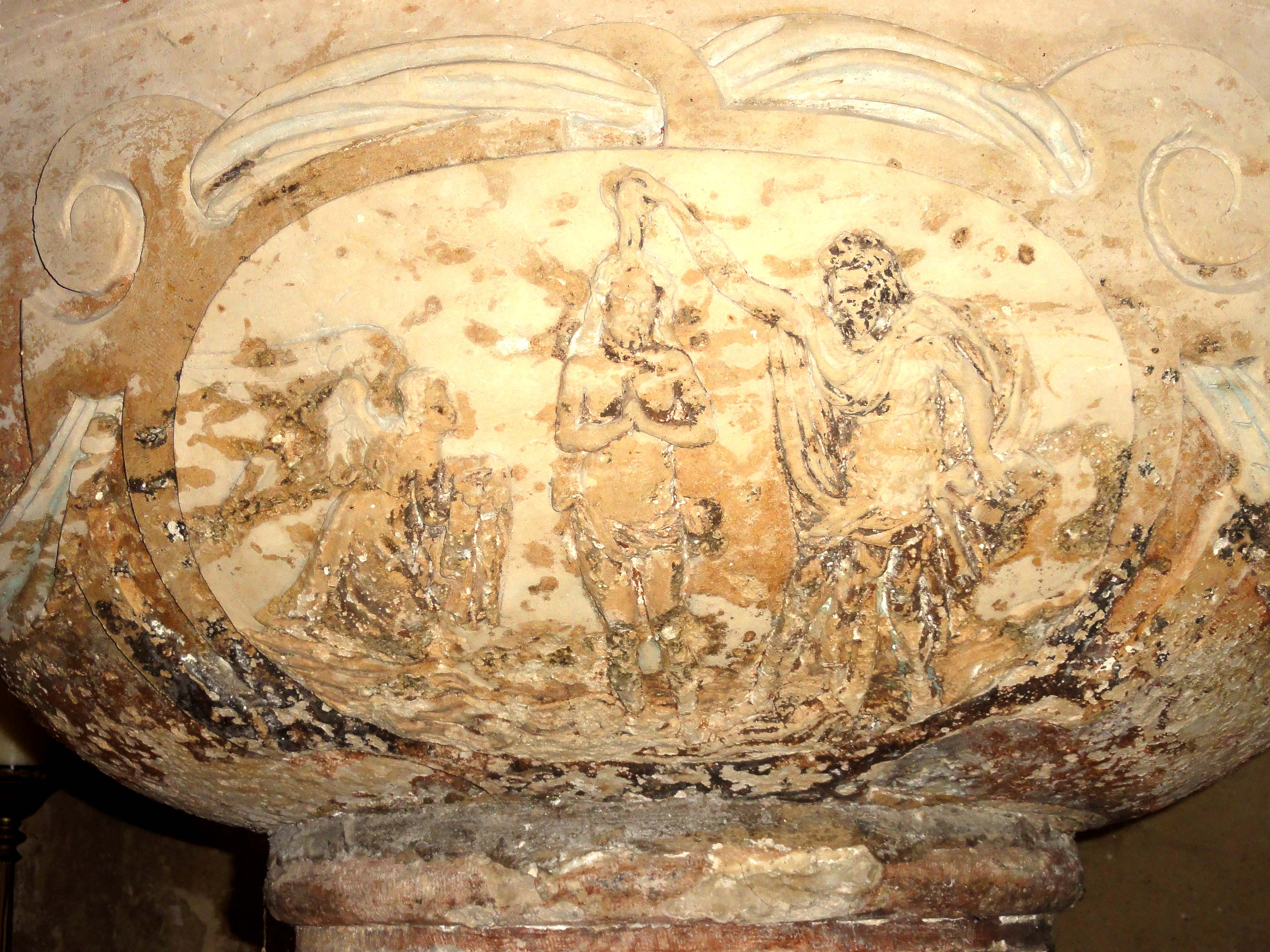
Darstellung der Taufe Christi

Das Taufbecken in der katholischen Pfarrkirche St-Nicolas in Tessancourt-sur-Aubette, einer französischen Gemeinde im Département Yvelines in der Region Île-de-France, wurde Ende des 16. Jahrhunderts geschaffen. Im Jahr 1905 wurde das Taufbecken im Stil der Renaissance als Monument historique in die Liste der geschützten Objekte (Base Palissy) in Frankreich aufgenommen.
Das 95 cm hohe Taufbecken aus Stein steht auf einer rechteckigen Basis mit Säule, auf der noch Reste eines Wappens der Familie von Vion zu sehen sind. Das Becken ist an einer Seite mit einem Bas-Relief mit der Darstellung der Taufe Christi und auf der anderen Seite mit der Darstellung eines Engelskopfes geschmückt.